# Krugersdorp
Krugersdorp (oorspronkelijk Paardekraal) is een mijnstad in de provincie Gauteng in Zuid-Afrika. In 2011 had de plaats 140.000 inwoners. In 1887 werd het dorp gesticht door Marthinus Wessel Pretorius en die vernoemde het naar de 'boerenleider' Paul Kruger. Paardekraal was de naam van de aldaar gevestigde boerderij van Pretorius.
De stad is vooral bekend door zijn rol in de Tweede Boerenoorlog (hier was ook een concentratiekamp gevestigd voor de Boeren). Het dorp trok in het einde van de 19e eeuw vele mijnwerkers en het was in 1952 de eerste plaats in de wereld waar uranium werd gedolven.

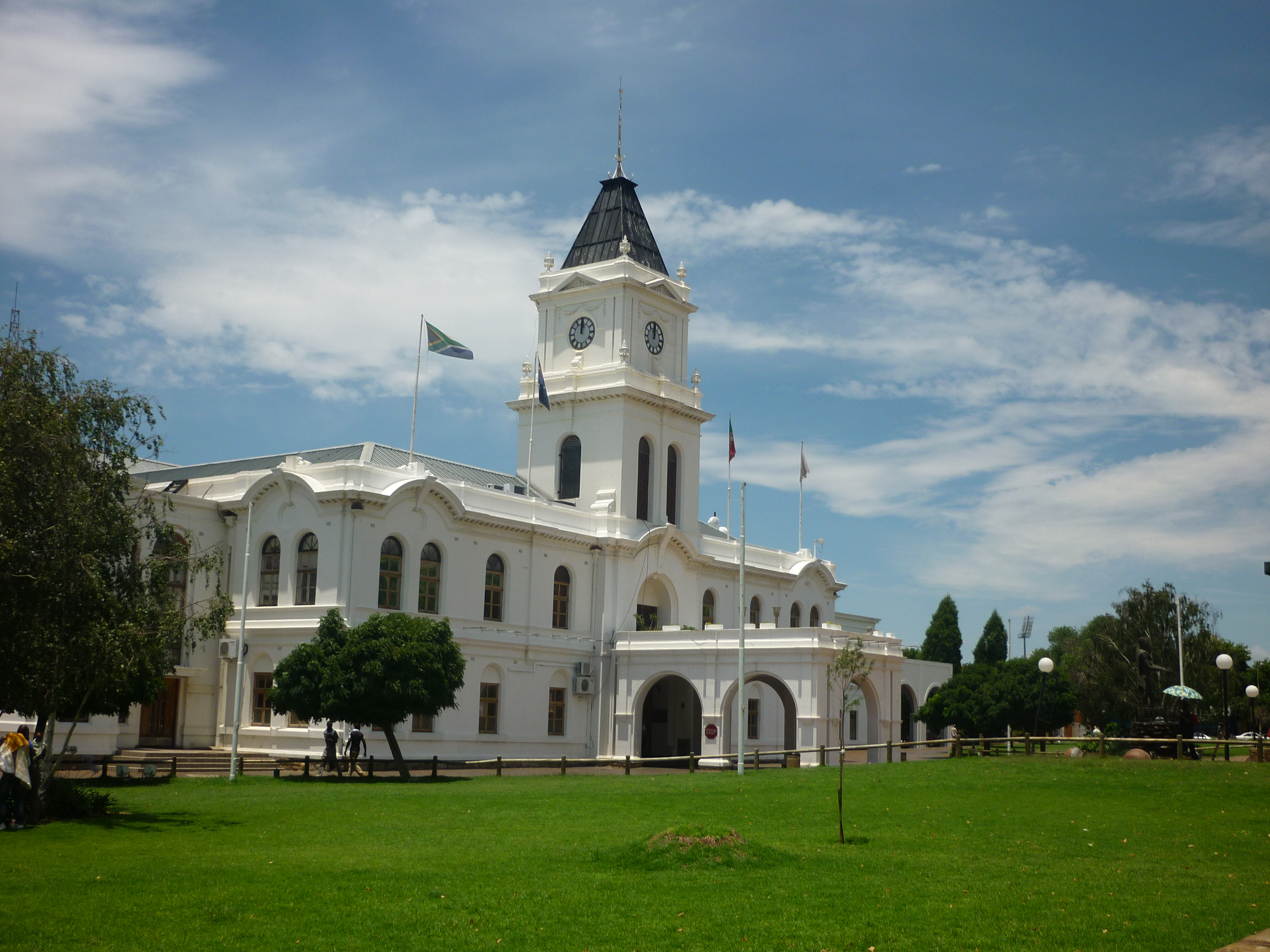
Raadhuis Krugersdorp

## Subplaatsen
Het nationaal instituut voor de statistiek, Stats SA, deelt sinds de census 2011 deze hoofdplaats in in 53 zogenaamde subplaatsen (sub place), waarvan de grootste zijn:
Azaadville • Bagale • Kenmare • Krugersdorp Central • Krugersdorp North • Krugersdorp West • Mindalore • Noordheuwel • Rangeview • Sterkfontein • Vlakplaas AH.

## Bezienswaardigheden
- Ou Kromdraai Goudmyn
- Krugersdorp Wildreservaat
- Krugersdorp Museum
- Sterkfonteingrot
- Paardekraal Monument
- Robert Broom Museum
- Tarlton International Raceway
- Wondergrot